# The Kitchen Tapes
The Kitchen Tapes é a segunda demo produzida pela banda americana de rock Weezer, gravada em 1992 (antes de assinarem com a editora Geffen Records), constituindo-se como a primeira forma do The Blue Album, lançado dois anos mais tarde. Apesar da banda já ter gravado uma demo anteriormente, este foi o resultado de uma tentativa mais séria na época. De acordo com Karl Koch, o webmaster e arquivista da banda, o propósito da fita era,
| “ | ...de arranjar espectáculos e também tentar causar impressão. Ainda não havia a aspiração de tentar gerar o interesse de uma editora, mas sim o conceito de 'criar um burburinho' que andasse à volta do meio. | ” |

As demos foram gravadas através do gravador Stereo 8 do vocalista Rivers Cuomo, numa garagem alugada junto à "Amherst House", onde os Weezer tinham ensaiado por essa altura. O nome da fita vem do facto de o som de percussão da bateria ter sido gravado numa cozinha, já que era onde a banda sentia que soava melhor.
Cópias pirata desta demo circularam online, apesar de só conterem cinco das oito músicas. Uma das músicas que não aparecem na cópia pirata, "Undone – The Sweater Song", juntamente com uma que aparece, "Only in Dreams", foram lançadas oficialmente no Disco Bónus da Edição Deluxe de The Blue Album, conhecido como Dusty Gems and Raw Nuggets.  A versão de The Kitchen Tapes de "Say It Ain't So" e de "The World Has Turned and Left Me Here" não foram pirateadas ou lançadas oficialmente.

## Músicas
Das oito músicas da demo, cinco foram regravadas para o álbum de estreia da banda, Weezer - The Blue Album. Em 2004, The Blue Album foi relançado na sua versão Deluxe, que incluía versões de "Undone – The Sweater Song", "Paperface" e "Only in Dreams" da demo como faixas bónus. "Thief, You've Taken All That Was Me" e "Let's Sew our Pants Together" não foram lançadas oficialmente.

## Lista de Faixas
| N.º | Título                                                                  | Compositor(es) | Duração |  |
| 1.  | "Thief, You've Taken All That Was Me"                                   | Rivers Cuomo   | 3:27    |  |
| 2.  | "My Name Is Jonas" (Regravado para The Blue Album)                      | Rivers Cuomo   | 3:23    |  |
| 3.  | "Let's Sew our Pants Together"                                          | Rivers Cuomo   | 3:49    |  |
| 4.  | "Undone – The Sweater Song" (Regravação e Original em The Blue Album)   | Rivers Cuomo   | 5:33    |  |
| 5.  | "Paperface" (Original em The Blue Album)                                | Rivers Cuomo   | 3:01    |  |
| 6.  | "Say It Ain't So" (Regravado para The Blue Album)                       | Rivers Cuomo   | 4:18    |  |
| 7.  | "Only in Dreams" (Regravação e Original em The Blue Album)              | Rivers Cuomo   | 5:47    |  |
| 8.  | "The World Has Turned and Left Me Here" (Regravado para The Blue Album) | Rivers Cuomo   | 4:18    |  |

## Pessoal
- Rivers Cuomo — guitarra principal, vocalista
- Matt Sharp — baixo, vocalista de apoio
- Jason Cropper — guitarra rítmica, vocalista de apoio
- Patrick Wilson — bateria

## Ligações Externas
- Histórico de Gravações dos Weezer Página 3 — Informação de Karl Koch sobre as primeiras gravações dos Weezer, incluindo The Kitchen Tapes.